# Condor UR-425
Condor UR-425 – niemiecki kołowy transporter opancerzony.

## Historia
Kołowy transporter opancerzony Condor UR-425 został opracowany przez niemiecką firmę Thyssen-Henschel. Jego prototyp został zbudowany w 1978 roku i po przeprowadzeniu badań został w 1981 roku do produkcji seryjnej.
Wobec braku zainteresowania ze strony armii niemieckiej transporter ten budowany był wyłącznie na eksport.
Produkowano go w dwóch wersjach:
- wersja transportera piechoty – uzbrojona w działko kal. 20 mm i sprzężony z nim karabin maszynowy kal. 7,62 mm
- wersja transportera przeciwpancernego – uzbrojona w wyrzutnie przeciwpancernych pocisków kierowanych HOT, Milan lub TOW

## Opis konstrukcji
Transporter opancerzony Condor UR-425 jest transporterem kołowym w układzie 4 × 4. Napęd stanowi silnik wysokoprężny. Pojazd przystosowany jest do pływania.
Na kadłubie zamontowano wieżę mieszczącą działko kal. 20 mm i sprzężony karabin maszynowy kal. 7,62 mm lub tylko karabin maszynowy. W tylnej części kadłuba znajduje się przedział transportowy do przewozu 12 żołnierzy wraz z uzbrojeniem. Do tego przedziału może wejść przez drzwi znajdujące się z tyłu pojazdu, jak również z prawej strony.
W wersji na której montowane są wyrzutnie kierowanych pocisków przeciwpancernych nie w wieży znajduje się tylko karabin maszynowy.

## Użycie
Transporter opancerzony Condor UR-425 jako pierwszy został wprowadzony do wojsk Malezji, do których trafiły pierwsze seryjny pojazdy tego typu. Następnie transportery te były eksportowane do: Argentyny, Indonezji, Portugalii, Tajlandii, Turcji i Urugwaju.
Liczba posiadanych transporterów opancerzonych Condor UR-425 w 2020 roku
- Indonezja – 50
- Malezja – 450
- Portugalia – 12
- Turcja – 25
- Argentyna – ?
- Tajlandia – 18
- Urugwaj – 44